# 圓珠院 (浅口市)
圓珠院（えんじゅいん・円珠院の表記もあり）は、岡山県浅口市鴨方町六条院西にある天台宗の仏教寺院。山号は桜見山（おうみさん）。人魚のミイラと伝わるものがある。

## 概要
承和14年（847年）に唐から帰国した慈覚大師（円仁）が開いたと伝えられている。

## 人魚のミイラ
ミイラは圓珠院に所蔵されており、上半身が人に近い哺乳類・下半身に魚のひれ・鱗の特徴があることから人魚と伝わっていた。ミイラの年代は元文年間とされ、体長は約30cm。
倉敷芸術科学大学・倉敷市立自然史博物館・岡山民俗学会理事・木下浩と圓珠院が合同で科学的に解析するプロジェクトを立ち上げ、2022年2月から分析。2023年2月8日のプロジェクトの代表を務める加藤敬史教授が会見を開き、人魚のミイラはサルの上半身とニベ科の魚を組み合わせた造形物であると結論付けた。